# Vilim III., grof Mâcona
Vilim III. (1088. – 1156.), također poznat kao Vilim IV. Burgundski, bio je grof Mâcona, Auxonnea i Viennea, kao i regent Burgundije. Mlađi sin Stjepana I. i Beatricije Lorenske, Vilim je bio brat Renauda III. Burgundskog, nakon čije je smrti preuzeo kontrolu nad Burgundijom uime svoje sinovice Beatrice I. Burgundske. Vilim je umro tijekom križarskog pohoda u Svetoj Zemlji.
Vilim je bio oženjen Adelajdom Poncijom, nasljednicom lorda Teobalda od Travesa te je dobio sina Stjepana II., koji je bio grof Auxonnea i Triera, kao i Gerarda, koji je naslijedio Mâcon i Vienne.